# Radiša Čubrić
Radiša Čubrić (* 24. Juli 1962 in Kraljevo) ist ein ehemaliger jugoslawischer und später serbischer Radrennfahrer.

## Sportliche Laufbahn
Čubrić stammt aus dem serbischen Teil des früheren Jugoslawien. Er war Teilnehmer der Olympischen Sommerspiele 1992 in Barcelona. Čubrić startete dort als unabhängiger Teilnehmer. Im olympischen Straßenrennen wurde er als 78. klassiert. In der Internationalen Friedensfahrt 1987 fuhr er in der Nationalmannschaft Jugoslawiens und wurde 56. der Gesamtwertung.
Von 1990 bis 1996 war er Berufsfahrer. In der Tour of the Adirondacks 1990 gewann er drei Etappen. 1995 siegte er im International Cycling Classic, einer Rennserie in den Vereinigten Staaten. Dabei gewann er drei Etappen. 1996 war er auf einem Tagesabschnitt der Serbien-Rundfahrt erfolgreich. 2005 wurde er Vize-Meister im Straßenrennen in Serbien hinter Ivan Stević.

## Familiäres
Sein Vater ist der ehemalige Radrennfahrer Radoš Čubrić. Auch sein Bruder Rajko Čubrić war im Radsport aktiv.